# Sisay Bancha
Sisay Bancha (ur. 24 sierpnia 1989) – etiopski piłkarz grający na pozycji bramkarza.

## Kariera klubowa
Swoją karierę piłkarską Sisay rozpoczął w klubie Ethiopian Coffee SC ze stolicy kraju, Addis Abeby. W jego barwach zadebiutował w 2008 roku w pierwszej lidze etiopskiej. W 2010 roku zdobył z nim Superpuchar Etiopii, a w sezonie 2010/2011 wywalczył mistrzostwo Etiopii. W 2012 roku przeszedł do innego stołecznego klubu, Dedebit. W sezonach 2013/2014 i 2014/2015 był zawodnikiem klubu Sidama Coffee SC. W sezonie 2015/2016 powrócił do Dedebitu. W sezonie 2016/2017 grał w Adama City FC. 9 sierpnia 2017 podpisał kontrakt z klubem Arba Minch City. W 2018 roku zakończył w nim swoją karierę.

## Kariera reprezentacyjna
W reprezentacji Etiopii Sisay zadebiutował w 2012 roku. W 2013 roku został powołany do kadry na Puchar Narodów Afryki 2013.